# Kanton Montastruc-la-Conseillère
Kanton Montastruc-la-Conseillère (francouzsky Canton de Montastruc-la-Conseillère) je francouzský kanton v departementu Haute-Garonne v regionu Midi-Pyrénées. Tvoří ho 13 obcí.

## Obce kantonu
- Azas
- Bazus
- Bessières
- Buzet-sur-Tarn
- Garidech
- Gémil
- Lapeyrouse-Fossat
- Montastruc-la-Conseillère
- Montjoire
- Montpitol
- Paulhac
- Roquesérière
- Saint-Jean-Lherm